# Delavan Lake
Delavan Lake es un lugar designado por el censo ubicado en el condado de Walworth en el estado estadounidense de Wisconsin. En el Censo de 2010 tenía una población de 2.649 habitantes y una densidad poblacional de 154,87 personas por km².

## Geografía
Delavan Lake se encuentra ubicado en las coordenadas 42°35′56″N 88°37′28″O / 42.59889, -88.62444. Según la Oficina del Censo de los Estados Unidos, Delavan Lake tiene una superficie total de 17.1 km², de la cual 10.64 km² corresponden a tierra firme y (37.8%) 6.46 km² es agua.

## Demografía
Según el censo de 2010, había 2.649 personas residiendo en Delavan Lake. La densidad de población era de 154,87 hab./km². De los 2.649 habitantes, Delavan Lake estaba compuesto por el 93.36% blancos, el 0.57% eran afroamericanos, el 0.23% eran amerindios, el 0.34% eran asiáticos, el 0.15% eran isleños del Pacífico, el 3.89% eran de otras razas y el 1.47% pertenecían a dos o más razas. Del total de la población el 9.29% eran hispanos o latinos de cualquier raza.